# بخش اپرنه
بخش اپرنه (به فرانسوی: Arrondissement d'Épernay) یک بخش در فرانسه است که در مرن واقع شده‌است.